# 会川卫
会川卫，明朝时设置的卫所。
洪武十五年（1382年）置会川千户所，属建昌卫。二十五年（1392年），升为军民千户所，旋升为卫。治所在今四川省会理县。属四川都指挥使司。洪武二十七年（1394年），改属四川行都司。辖境相当今四川省会理、会东、米易等县地。清朝雍正六年（1728年），迁会理州于此，并废卫入州。 